# Ciocârlia (film)
Ciocârlia, grafiat la acea vreme Ciocîrlia, (titlul original: în rusă Жаворонок, transliterat: Javoronok) este un film dramatic de război sovietic, realizat în 1964 de regizorii Nikita Kurihin și Leonid Menaker, după un caz real. Protagoniști sunt actorii Viaceslav Gurenkov, Ghenadi Iuhtin, Bruno Oia și Janna Șabalina.

## Rezumat
Acțiunea are loc în spatele liniei frontului, în inima Germaniei naziste, în luna iunie 1942. Pentru a îmbunătăți caracteristicile armelor și mai ales a muniției antitanc, germanii folosesc ca ținte „vii”, tancurile sovietice T-34 capturate pe front. Membrii „echipajelor morții” ale vehiculelor sunt aleși din rândurile prizonierilor de război, cât și civili din lagărele de concentrare, puși să conducă tancurile de război într-un poligon de trageri. 
Filmul istorisește despre evadarea din captivitate a unui astfel de tanc T-34 împreună cu echipajul său, condus de tanchistul Ivan, un as în mânuirea acestui model. Echipajul format din trei soldați sovietici și un luptător al Rezistenței franceze, reușește să se depărteze din poligon și să se îndrepte spre un aerodrom din apropiere. Trecând prin câteva localități, reacția populației este diferită. Unii locuitori, la vederea tancului sovietic, intră în panică, alții se bucură în speranța că în curând războiul se va sfârși...

## Distribuție
Echipajul tancului T-34:
- Viaceslav Gurenkov – tanchistul Ivan
- Ghenadi Iuhtin – tanchistul Piotr
- Valeri Pogorelțev – tânărul tanchist Aleksei
- Valentins Skulme – francezul zis Jean Peugeot

Ofițerii și soldații nemți:
- Bruno Oia – Obersturmführerul
- Ervin Abel – Sturmfürherul Karl
- Janis Katlap – colonelul german care coordona testarea tancului
- Heino Mandri – șeful poliției secrete (Gestapo), standartenführer
- Gunar Placen – soldatul SS
- Olev Tinn – inginerul militar în civil
- Ianis Iurov –

În alte roluri
- Janna Șabalina – prizoniera rusă, lucrătoare pe câmp
- M. Thule – gazda nemțoaică
- Юлия Диоши – consilier al Hitlerjugend
- Liudmila Glazova – prizoniera care lucra pe câmp
- Liubov Malinovskaia – prizoniera rusă, lucrătoare pe câmp
- N. Fadeeva – prizoniera rusă, lucrătoare pe câmp
- Aleksandr Afanasiev – Fașa
- Tîn Aav – pilotul german
- Mihail Vasiliev – administratorul
- Helmut Vaag – proprietarul berăriei
- Gennady Kirik – polițistul german
- Gunar Kilgas – ofițerul german
- Rudolf Nuude – tatăl soldatului cu armă, german
- V. Opanasiuk – tanchistul-mecanic, conducând un tanc în scene complexe
- Ianis Filipson – soldatul german cu armă
- Galina Fedorova – nemenționată

## Melodii din film
Piesa „Его зарыли в шар земной” este interpretată de Maia Kristalinskaia, acompaniată de Orchestra Teatrului Mic de Operă și Balet Academic din Leningrad, dirijori - Mikola Rabinovici, Leo Korhin. 

## Lansare
A fost lansat în anul 1965 și a avut parte de mare succes comercial, fiind vizionat de 27,4 milioane de spectatori în cinematografele din Uniunea Sovietică.

## Nominalizări
- În 1965, filmul a fost nominalizat la Festivalul de Film de la Cannes [3].